# The Electric Hellfire Club
The Electric Hellfire Club (EHC) — американський музичний гурт, який грає в жанрі індастріал-метал, музика якого містить елементи глем-металу, техно, готік-року, психоделічної та блек-металічної тематики текстів та експериментального нойзу. Учасники гурту самоідентифікуються як сатаністи. Церква Сатани також підтримує даний музичний колектив.

## Учасники
Гурт пережив значні зміни в складі за свою історію, й лише фронтмен Томас Торн залишався протягом всього часу існування EHC.
Склад гурту на сьогодні:
- Томас Торн (англ. Thomas Thorn) — вокал, клавішні, семпли, програми
- Вільгельм Кьорс (англ. Wilhelm Curse) — клавішні, семплінг
- Ерік Пітерсон (англ. Eric Peterson) — ударні інструменти
- Чарльз Едвард (англ. Charles Edward) — гітара та ефекти
- Сабріна Сатана (англ. Sabrina Satana) — бас, вокал

## Дискографія
- Burn, Baby, Burn!, 1993, Cleopatra Records
- Satan's Little Helpers, 1994, Cleopatra Records
- Kiss the Goat (EHC), 1995, Cleopatra Records (перевидано 2005 року)
- Trick or Treat? Halloween '95 1995, Cleopatra Records
- Calling Dr. Luv 1996, Cleopatra Records
- Unholy Roller 1998, Cleopatra Records
- Empathy for the Devil 1999, Cleopatra Records
- Witness The Millennium 2000, Cleopatra Records
- Electronomicon 2002, Cleopatra Records (перевидано 2005 року)[5].

Запис нового альбому відкладено на невизначений строк, і найближчим часом гурт не планує проводити жодних гастролей.